# Achterwehr
Achterwehr – gmina w Niemczech, w kraju związkowym Szlezwik-Holsztyn, w powiecie Rendsburg-Eckernförde, siedziba urzędu Achterwehr.